# Niña Yhared (1814)
Niña Yhared (1814) (Ciudad de México), es el nombre artístico de una artista mexicana dedicada al performance, la literatura y las artes plásticas, en donde produce obras bajo las técnicas del dibujo, la estampa y la pintura.

## Biografía
Estudió artes visuales en la Escuela Nacional de Pintura, Escultura y Grabado "La Esmeralda". En 1996 inició labor artística. Fundó en 2004 el espacio alternatico La casa de la niña, en donde busca la difusión del performance como manifestación artística. Escribe literatura erótica, la cual está presente en su producción plástica. 
Ha colaborado con ilustraciones para los periódicos La Jornada; Milenio Diario y Unomásuno, las revistas 24 × Segundo, Amor y Sexo, Blanco Móvil, Desnudarse, Imprenta, Nexos y Playboy México.

## Obra
- Se cuidan los zapatos andando de rodillas, 2002
- La sílfide fucsia, 2003
- Performance para las fuentes de la Ciudad de México, 2003
- La comidita, 2003
- Ritual marino, 2004
- Bésame mucho, 2004
- Blanco y negro, 2011
- Blanco Mediterráneo, 2012
- Historia de mi piel, 2012

## Publicaciones
- Hadas de mar (Colofón, 2001)
- Estaciones del deseo (2005).